# Acritus acinus
Acritus acinus är en skalbaggsart som beskrevs av Sylvain Auguste de Marseul 1862. Acritus acinus ingår i släktet Acritus och familjen stumpbaggar. Inga underarter finns listade i Catalogue of Life.